# 折井雅子
折井 雅子（おりい まさこ、1947年 - ）は、サイエンスライター。父は科学教育家の折井英治。

## 来歴
東京都生まれ。駒澤大学文学部英文学科卒業。アメリカに留学し科学史を研究。父親の出身地の長野県松本市に、主に科学の文献を集めた中山文庫の創設に献身した。海外資料収集を担当し、ヨーロッパ、アメリカ、アジア、アフリカ等を巡る。中山文庫図書館館長、『科学問答』（学生科学協会）編集長などをつとめる。　

## 著書
- 『イスラムの科学史』アッサラーム
- 『科学クイズの事典』絵:国本雅弘　大日本図書(1991年6月15日 第5刷発行)
- 『科学クイズの事典　続』絵:国本雅弘　大日本図書
- 『科学問答』全16巻　学生科学協会
- 『こども科学史』学生科学協会
- 『理科ものしり事典』大日本図書　1991
- 『科学deクイズ1・2・3　実験観察編』大日本図書 2002.2
- 『科学deクイズ1・2・3　植物編』大日本図書 2002.2
- 『科学deクイズ1・2・3　動物編』大日本図書 2002.2
- 『かげふみおにをしよう』「こくご」上巻 平成8年度版に収録  光村図書出版
- 【中国語版】『小学生科学智力测验120题』北方妇女儿童出版社 1991[2]

### 共著
【こうしたらどうなる?どうしたらこうなる?】シリーズ全10巻　折井英治と共著　大日本図書
- 『ビーだまは数をしっている』絵:藤嶋かおる 1986
- 『あてにならない目』藤嶋かおる絵 1987
- 『氷のゆげ』藤嶋かおる絵 1987
- 『だるまおとし』藤嶋かおる絵 1987
- 『2本のストロー』吉田公麿絵 1987
- 『まほうのわ』藤嶋かおる絵 　1987
- 『水のやまもり』絵:田尻喜代子 1987
- 『うきしずみ』藤嶋かおる絵 1988
- 『おどるピンポンだま』絵:よしだきみまろ 1988
- 『光のいたずら』よしだきみまろ絵 1988